# Buzuluk

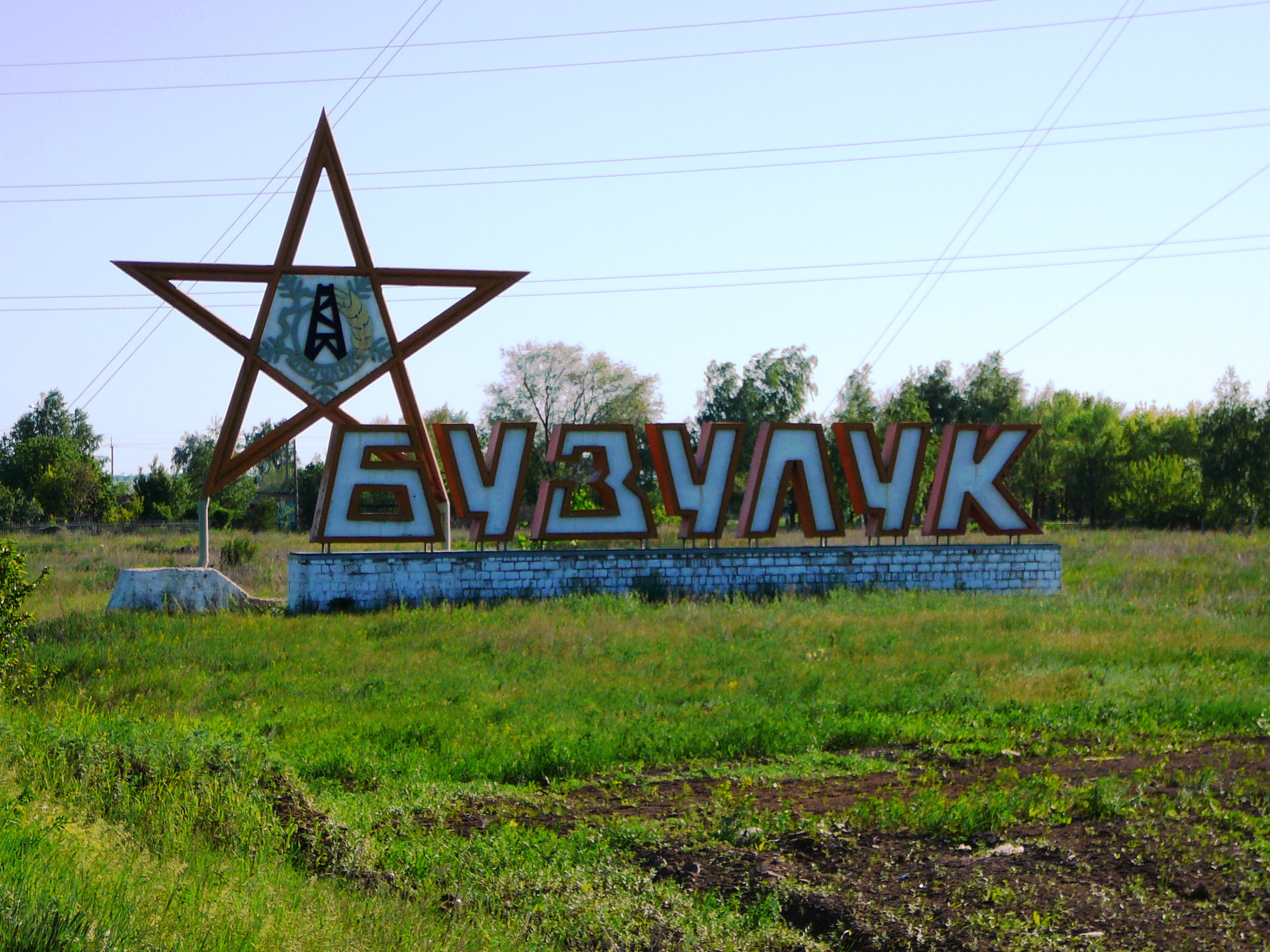
Placa do limite da cidade de Buzuk

Buzuluk (em russo:  Бузулу́к) é uma cidade no Oblast de Oremburgo, na Rússia, localizada junto ao rio Domashka, a 246 km a noroeste de Oremburgo. A sua população é de 84.671 habitantes (estimativa de 2014), tendo sido previamente registados 82.904 habitantes (estimativa de 2010), 88500 habitantes (estimativa de 2005), 87286 no censo de 2002 e 83994 no censo de 1989.

## História
Buzuluk foi fundada em 1736 como a fortaleza de Buzulukskaia (Бузулу́кская) no rio Samara, próximo do manancial do rio Buzuluk junto à fronteira meridional da Rússia. Obteve o título de cidade em 1781.
Buzuluk é famosa como a base do 1º Batalhão de Combate Independente Checoslovaco - a Unidade do Exército da Checoslováquia que lutou ao lado do Exército Vermelho durante a Segunda Guerra Mundial quando a Checoslováquia foi ocupada pelas forças armadas da Alemanha Nazi.